# Gryonoides mexicali
Gryonoides mexicali (лат.) — вид наездников-сцелионид рода Gryonoides из подсемейства Teleasinae. Южная Америка.

## Распространение
Неотропика: Гватемала, Мексика (Центральная и Северная Америка).

## Описание
Мелкие перепончатокрылые насекомые: длина тела 2—3 мм. G. mexicali наиболее похож на G. glabriceps и G. rugosus тем, что у него дорсально закрытый торулярный треугольник расположен вентрально от горизонтальной срединной линии верхней части лица. G. rugosus и G. mexicali отличаются от G. glabriceps наличием голого дорсального метаплеврального поля, верхней частью лица самки без поперечных пятен густого опушения, наличием передних проподеальных ямок и апикально прямыми латеральными среднескутеллярными шипами. G. mexicali отличается от G. rugosus наличием точек верхней части лица, не прилегающих друг к другу, высотой в 2 раза больше ширины сложного глаза при виде сбоку, округлой головной капсулой при виде спереди (наибольшая ширина головы по горизонтальной средней линии головы), тергит Т3 без исчерченности медиально и без нотаулей и передних проподеальных ямок, примыкающих к переднему концу латеральных проподеальных килей. Имеют два мезоскутеллярных шипика, удлиненный наличник. Предположительно, как и близкие группы, паразитоиды яиц жужелиц. Вид был впервые описан в 2021 году канадским гименоптерологом Любомиром Маснером и американским энтомологом István Mikó.